# Вулиця Павла Филиповича
Ву́лиця Павла Филиповича — вулиця в Деснянському районі міста Києва, селище Биківня. Пролягає від Ушицької вулиці до Лазурної вулиці.

## Історія
Вулиця виникла в 2010-ті роки під проектною назвою Проектна 13065. Назва на честь українського поета і літературознавця Павла Филиповича - з 2017 року.